# Ривера Эрнандес, Кристиан
Кристиан Ривера Эрнандес (исп. Christian Rivera Hernández; родился 9 июля 1997 года, Хихон, Испания) — испанский футболист, защитник клуба «Жирона».

## Клубная карьера
Ривера — воспитанник хихонского «Спортинга». В 2014 году Кристиан подписал профессиональный контракт с «Овьедо» и для получения игровой практики в начале выступал за команду дублёров. 16 мая 2015 года в матче против «Корухо» он дебютировал за основной состав в Сегунде B. По итогам сезона Ривера помог команде подняться в более высокий дивизион. 4 октября в матче против «Мальорки» он дебютировал в Сегунде. 17 октября в поединке против «Алькоркона» Кристиан забил свой первый гол за «Овьедо». Летом 2016 года Ривера перешёл в «Эйбар». В матче против «Депортиво Ла-Корунья» он дебютировал в Ла Лиге.
В начале 2018 года Ривера был отдан в аренду «Барселоне», где из-за высокой конкуренции начал выступать за дублирующий состав. 7 марта в матче за Суперкубок Каталонии против «Эспаньола» он дебютировал за основной состав.
Летом 2018 года Ривера перешёл в «Лас-Пальмас». В матче против «Реус Депортиу» он дебютировал за новую команду. В октябре Кристиан был отдан в аренду в «Уэску». 4 ноября в матче против «Хетафе» он дебютировал за новую команду.